# Akademické týdny

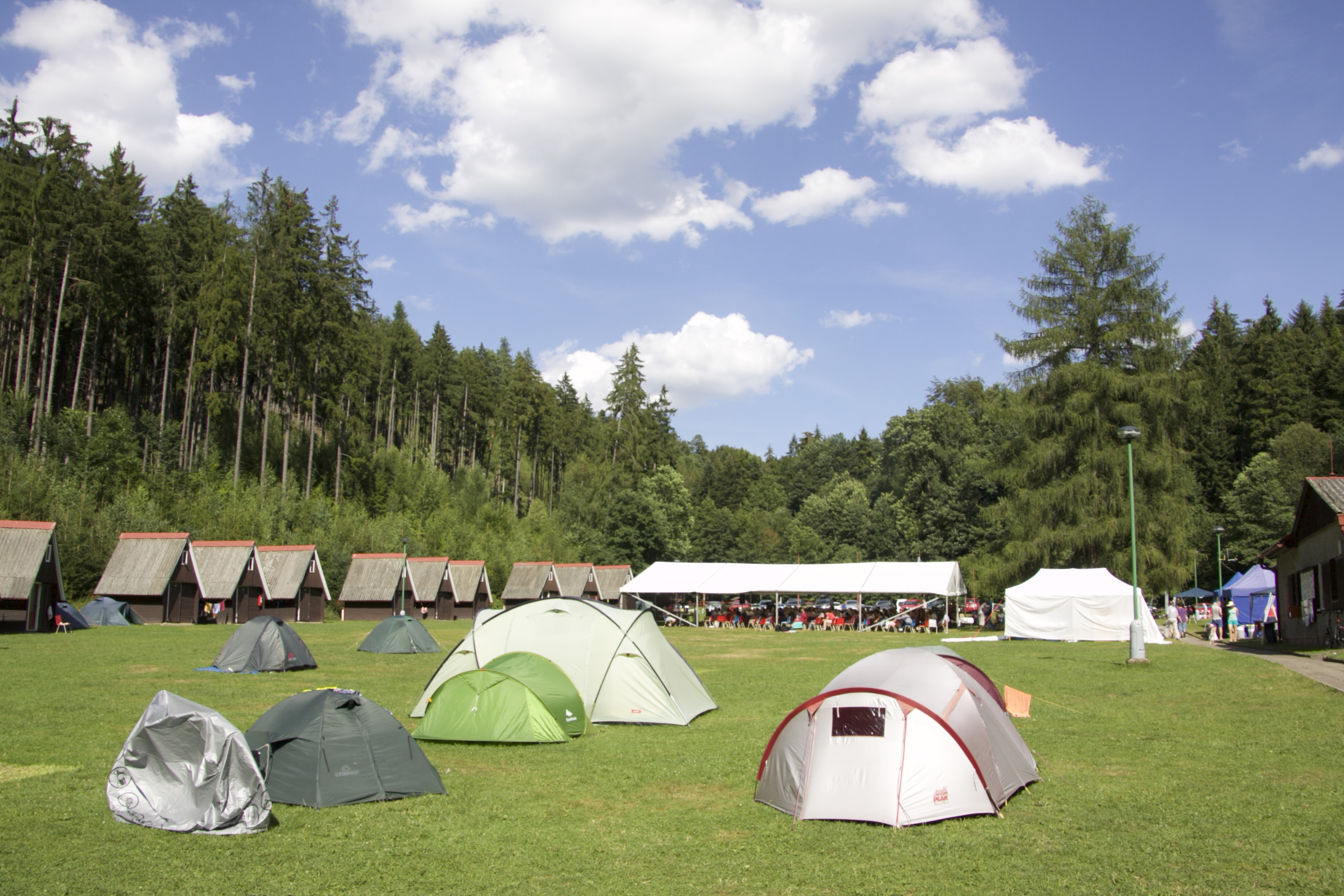
Akademické týdny na Pavlátově louce

Akademické týdny jsou přibližně týdenní křesťansky zaměřené kulturně vzdělávací setkání, pořádané každé léto v okolí Nového Města nad Metují.
První Akademické týdny uspořádala skupina dominikánů pod vedením Metoděje Habáně v roce 1932. Po nástupu komunistického režimu byly zakázány; akci se stejným názvem pak v exilu v Německu pořádalo hnutí Opus bonum Anastáze Opaska. V roce 1991 obnovil týdny v původní formě Habáňův žák Jaroslav Knittl, na nějž po jeho smrti v roce 1994 navázali dobrovolníci sdružení v obecně prospěšné společnosti Akademické týdny. Tato společnost zároveň pořádá i menší akce v průběhu roku.
Akce se koná v přírodním prostředí (zpravidla pod širým nebem) a nabízí celotýdenní program přednášek a besed s pozvanými hosty; zaměřuje se především na obory, v nichž mají k sobě blízko věda a duchovno, např. filozofie, psychologie, historie, astrofyzika. Ráno se vždy pořádá mše, večer koncerty nebo divadelní představení. Mezi tradiční hosty patřili např. Jan Sokol nebo František Lízna, častými účastníky jsou Jiří Grygar, Cyril Höschl, Marek Vácha, Eduard Stehlík, Ladislav Heryán. Návštěvníkům akce je na místě nabízeno stravování i ubytování, mnozí tak v areálu akce tráví celou dovolenou.
Tradičním místem pořádání akce byla Pavlátova louka v údolí Libchyňského potoka nedaleko Rezku, několik ročníků se však uskutečnilo na jiných místech. Mezi roky 2017 a 2023 byl pravidelným místem konání areál chaty Horalky ve Sněžném, ročník 2025 se má po roční přestávce uskutečnit v areálu kláštera milosrdných bratří v centru Nového Města nad Metují.
Některé přednášky a mše z Akademických týdnů zařazuje do svého vysílání TV Noe.